# Lipinia quadrivittata
Lipinia quadrivittata är en ödleart som beskrevs av  Peters 1867. Lipinia quadrivittata ingår i släktet Lipinia och familjen skinkar. Inga underarter finns listade i Catalogue of Life.